# Pistola Hamada
La Hamada Tipo 1 o Hamada Tipo Automática (en japonés, 浜田式 Hamada shiki?) fue una pistola semiautomática desarrollada a partir de 1941 para uso del Imperio de Japón durante la Segunda Guerra Mundial. Desarrollada por Bunji Hamada, la pistola tomó su diseño básico de la Browning Modelo 1910. La producción estuvo a cargo de la 'Compañía Manufacturera de Armas de Fuego de Japón', con solo pequeños cambios a medida que avanzaba la guerra. 
Ocho períodos de diseño de producción ocurrieron durante la producción de la pistola con todos los cambios realizados a fines de 1942 y principios de 1943. Los registros de producción fueron destruidos durante la Segunda Guerra Mundial, por lo que se conoce la existencia de pocas pistolas Hamada en la actualidad. La producción de la Hamada terminó en febrero de 1944.

## Historia
La importación de armas cortas extranjeras cesó en Japón en 1941, lo que aumentó la necesidad de producción nacional y nacionalizó por completo todas las materias primas disponibles para la fabricación de armas. Incapaz de continuar la producción de escopetas, Bunji Hamada fundó la Compañía Manufacturera de Armas de Fuego de Japón (日本銃器株式会社 Nippon Juki Kabushiki Gaisha?) y comenzó la producción de la pistola Hamada. Inicialmente, la Hamada Tipo I fue diseñada como una alternativa económica y más confiable a la pistola Nambu estándar, que tenía una mala reputación entre los militares japoneses. La pistola se diseñó como una copia de la Browning Modelo 1910 y disparaba el cartucho 7,65 x 17 Browning, ya que las pistolas estadounidenses y europeas de pequeño calibre eran populares entre los oficiales japoneses. El Jefe de la Oficina de Artillería probó alrededor de cinco prototipos de la pistola Hamada antes de que se aprobara su adopción en 1941.
La pistola Hamada no lleva el nombre tradicional de Tipo 1 (一式 Isshiki?)  para el Calendario japonés año 2601 similar a la pistola Nambu Tipo 94 o al revólver Tipo 26 a pesar de haber sido adoptado oficialmente. La mayoría de las pistolas Hamada fueron enviadas con el Ejército Imperial Japonés a China con unas pocas unidades transferidas al Pacífico Sur. Todos los registros de producción fueron destruidos durante la Segunda Guerra Mundial por los bombardeos aéreos sobre Japón. Se estima que entre 4.500 y 5.000 pistolas fueron fabricadas antes de que la producción terminara en febrero de 1944.

## Diseño
La Hamada es una pistola accionada retroceso y funcionalmente una copia de la Browning Modelo 1910. La diferencia de diseño más significativa entre la Hamada y la Browning Modelo 1910 es el  reemplazo de las orejetas de interrupción utilizadas para sosener el cañón de la Browning Modelo 1910 con una junta de cola de milano. El diseño del seguro del armazón y el conjunto del percutor también se modificaron y obtuvieron patentes en 1943. La pistola Hamada mantuvo una alta calidad en toda su producción, con el pavonado realizado a un alto nivel. El seguro, la placa posterior del armazón y el extractor se templaron hasta un marrón rojizo y el cañón, el percutor y el mecanismo de disparo se pulieron brillantemente.

## Variantes
Existen ocho variantes de la Hamada, conocidas por ligeras diferencias entre ellas y con todas las pistolas conocidas que tienen números de serie entre 2.214 y 2.959. La estrechez del rango puede atribuirse a la pequeña cantidad de pistolas asignadas al Teatro del Pacífico, donde los soldados estadounidenses recolectaron recuerdos. El número de estrías realizadas en la parte posterior de la corredera aumentó de seis a siete entre la variante uno y dos, reduciéndose de nuevo a seis estrías con la variante tres. Las cachas eran de nogal y tenían un patrón cuadrillado con el diseño del borde, y el aro del acollador se simplificaba entre la variante tres y la cuatro. La serie en la empuñadura de la pistola se amplió entre la variante cuatro y cinco. Los marcajes de identificación en la corredera se interrumpieron entre la variante cinco y seis  simplificándose la corona de la boca del cañón entre los modelos seis y siete. Las flechas de desmontaje estampadas en la corredera y el armazón, que cuando eran alineadas, permitían retirar la corredera, se ajustaron para indicar un ligero cambio en el diseño.

## Funda
Las fundas suministradas con la pistola Hamada generalmente estaban hechas de cuero de vaca y tenían cierres de metal fosfatado. Debido a que la pistola Hamada tiene una largo cargador de nueve cartuchos, la funda de armas similares como la Browning Modelo 1910 no contendrá adecuadamente la pistola Hamada.